# Calycopis cerata
Espèce
Calycopis cerata est un papillon de la famille des Lycaenidae, de la sous-famille des Theclinae et du genre Calycopis.

## Dénomination
Calycopis cerata a été décrit par William Chapman Hewitson en 1877 sous le nom de Thecla cerata.
Synonymes : Thecla palumbes Druce, 1907; Serratofalca callilegua Johnson & Sourakov, 1993; Serratofalca gorgoniensis Johnson & Sourakov, 1993; Serratofalca iguapensis Johnson & Sourakov, 1993; Serratofalca sasha Johnson & Sourakov, 1993.

### Nom vernaculaire
Calycopis cerata se nomme Cerata Groundstreak en anglais.

## Description
Calycopis cerata est un petit papillon aux pattes et aux antennes cerclés de blanc et noir, avec deux fines queues à chaque aile postérieure. Le dessus de couleur bleu clair est bordé et veiné de beige foncé.
Le revers est blanc crème avec aux ailes postérieures trois gros ocelles rouge-orangé dont un en position anale, surmontés d'un triangle blanc ou orange bordé de blanc.

## Écologie et distribution
Calycopis cerata réside à Panama, en Colombie, en Argentine, au Pérou, au Brésil et en Guyane,.

### Protection
Pas de statut de protection particulier.